# هالة إبراهيم
هالة إبراهيم (27 يوليو 1972 -)، ممثلة مصرية.

## عن حياتها
بدأت كطفلة بعام 1987، برزت في الأفلام الذي شاركت فيها مع الفنان عادل إمام تسعنيات القرن العشرين حيث شاركت في أدوار ثانوية فيها, توقفت فجأة عن التمثيل بعام 1998، من أهم أدوارها فيلم بخيت وعديلة 2.

## أعمالها

### من الأفلام
- إمبراطورية الشر.
- النوم في العسل.
- بخيت وعديلة 2
- بخيت وعديله.
- حرب الفراولة.
- إمرأتان ورجل.

### من المسلسلات
- حارة المحروسة.

### من المسرحيات
- الزعيم.

## وصلات خارجية
- هالة إبراهيم على موقع الدهليز
- هالة إبراهيم على موقع قاعدة بيانات الأفلام العربية